# توربا، استونی
توربا (به لاتین: Turba) یک منطقهٔ مسکونی در استونی است که در دهستان سائو واقع شده‌است. توربا ۹۶۴ نفر جمعیت دارد.